# Dudi Sela
Dudi Sela, właśc. Dawid Sela (ur. 4 kwietnia 1985 w Kirjat Szemonie) – izraelski tenisista, reprezentant w Pucharze Davisa, olimpijczyk z Rio de Janeiro (2016).

## Kariera tenisowa
Występując jeszcze jako junior Sela zdobył tytuł gry podwójnej chłopców wspólnie z Györgym Balázsem podczas wielkoszlemowego French Open 2003.
Grając już jako zawodowiec Sela wygrał 23 turnieje kategorii ATP Challenger Tour. W rozgrywkach rangi ATP World Tour osiągnął 2 finały, w Pekinie z września 2008 roku i w Atlancie z lipca 2014 roku.
W maju 2015 roku Sela wygrał zawody ATP World Tour w Stambule w konkurencji gry podwójnej wspólnie z Flaviem Cipollą.
Od 2005 roku Sela reprezentuje Izrael w Pucharze Davisa. Do końca 2016 roku rozegrał dla zespołu 45 meczów, z których 22 wygrał.
W 2016 zagrał w turnieju singlowym igrzysk olimpijskich w Rio de Janeiro, dochodząc do 2 rundy.
Najwyżej sklasyfikowany w rankingu singlistów był na 29. miejscu w lipcu 2009 roku.

### Finały w turniejach ATP World Tour
| Legenda                                      |
| -------------------------------------------- |
| Wielki Szlem                                 |
| Igrzyska olimpijskie                         |
| Tennis Masters Cup / ATP Finals              |
| ATP Masters Series / ATP Tour Masters 1000   |
| ATP International Series Gold / ATP Tour 500 |
| ATP International Series / ATP Tour 250      |

#### Gra pojedyncza (0–2)
| Końcowy wynik | Nr | Data             | Turniej | Nawierzchnia | Przeciwnik   | Wynik finału     |
| ------------- | -- | ---------------- | ------- | ------------ | ------------ | ---------------- |
| Finalista     | 1. | 28 września 2008 | Pekin   | Twarda       | Andy Roddick | 4:6, 7:6(6), 3:6 |
| Finalista     | 2. | 27 lipca 2014    | Atlanta | Twarda       | John Isner   | 3:6, 4:6         |

#### Gra podwójna (1–0)
| Końcowy wynik | Nr | Data        | Turniej | Nawierzchnia | Partner        | Przeciwnicy                      | Wynik finału   |
| ------------- | -- | ----------- | ------- | ------------ | -------------- | -------------------------------- | -------------- |
| Zwycięzca     | 1. | 1 maja 2016 | Stambuł | Ceglana      | Flavio Cipolla | Andrés Molteni Diego Schwartzman | 6:3, 5:7, 10–7 |

### Starty wielkoszlemowe (gra pojedyncza)
| Turniej         | 2005 | 2006 | 2007 | 2008 | 2009 | 2010 | 2011 | 2012 | 2013 | 2014 | 2015 | 2016 | 2017 | 2018 | 2019 | 2020 | 2021 | 2022 | Wygrane turnieje | Bilans w turnieju |
| --------------- | ---- | ---- | ---- | ---- | ---- | ---- | ---- | ---- | ---- | ---- | ---- | ---- | ---- | ---- | ---- | ---- | ---- | ---- | ---------------- | ----------------- |
| Australian Open | –    | –    | 2R   | 2R   | 3R   | 1R   | 1R   | 1R   | 1R   | 1R   | 3R   | 3R   | 2R   | 1R   | –    | –    | –    | –    | 0 / 12           | 9–12              |
| French Open     | 1R   | –    | –    | 1R   | 2R   | 1R   | –    | 1R   | –    | 1R   | 2R   | 1R   | –    | 1R   | –    | –    | –    | –    | 0 / 9            | 2–9               |
| Wimbledon       | –    | –    | –    | 1R   | 4R   | 1R   | 2R   | 1R   | –    | 1R   | 1R   | 1R   | 3R   | 1R   | –    | NH   | –    | –    | 0 / 10           | 6–10              |
| US Open         | –    | –    | 2R   | 1R   | 1R   | 2R   | 2R   | –    | 2R   | 2R   | 1R   | 1R   | 2R   | –    | –    | –    | –    | –    | 0 / 10           | 6–10              |
| Bilans spotkań  | 0–1  | –    | 2–2  | 1–4  | 6–4  | 1–4  | 2–3  | 0–3  | 1–2  | 1–4  | 3–4  | 2–4  | 4–3  | 0–3  | 0–0  | 0–0  | 0–0  | 0–0  | N/A              | 23–41             |